# 弗龙蒂尼昂萨韦斯
弗龙蒂尼昂萨韦斯（法語：Frontignan-Savès，法語發音：[fʁɔ̃tiɲɑ̃ savɛs]）是法国上加龙省的一个市镇，属于圣戈当区。

## 地理
弗龙蒂尼昂萨韦斯（43°23'47"N, 0°55'15"E）面积2.81 平方千米，位于法国奧克西塔尼大區上加龙省，该省份为法国西南部内陆省份，西南端与西班牙接壤，自此顺时针与上比利牛斯省、热尔省、塔恩-加龙省、塔恩省、奥德省和阿列日省接壤。
与弗龙蒂尼昂萨韦斯接壤的市镇（或旧市镇、城区）包括：马尔蒂塞尔、莫沃赞、加拉韦、圣利济耶迪普朗泰。

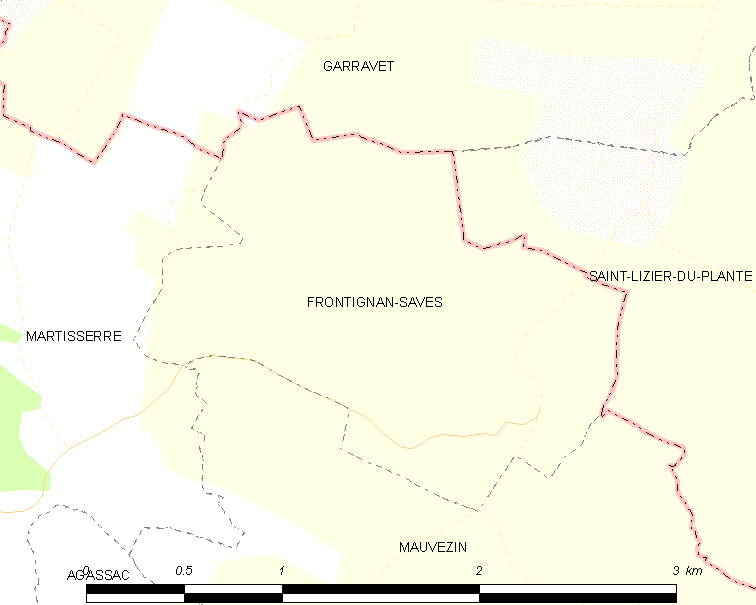
弗龙蒂尼昂萨韦斯的OSM定位图

弗龙蒂尼昂萨韦斯的时区为UTC+01:00、UTC+02:00（夏令时）。

## 行政
弗龙蒂尼昂萨韦斯的邮政编码为31230，INSEE市镇编码为31201。

## 政治
弗龙蒂尼昂萨韦斯所属的省级选区为卡泽尔县。

## 人口

1962-2008年间弗龙蒂尼昂萨韦斯人口变化图示

弗龙蒂尼昂萨韦斯于2022年1月1日时的人口数量为67人。